# Chiesa di Santa Maria Assunta (Fabbrica, Peccioli)
La Pieve di Santa Maria Assunta si trova a Fabbrica, località nel comune di Peccioli, in provincia di Pisa.

## Storia
Già citata nell' VIII secolo in documenti lucchesi datati 8 maggio 776, si tratta del più antico esempio di architettura romanica in Valdera, nella provincia di Pisa, e, forse, dell'intera Toscana. La struttira ha subito rifacimenti nel 1405, a spese della famiglia Gaetani, nel XVIII secolo e ancora nel 1832; nel 1959 un ripristino ha riportato in vista un paramento in pietra e recuperato quanto restava della veste più antica.

## Descrizione
È a tre navate divise da colonne e da pilastri, alternati, e presenta tre absidi di cui quella centrale modificata per contenere un coro; sulla facciata sono murati elementi decorativi ed archetti pensili che erano all'esterno dell'abside centrale. Conserva un insieme di arredi e sculture in terracotta invetriata di pregio notevolissimo da attribuire a Benedetto Buglioni. Degne di menzione la tavola Madonna col Bambino e santi del Maestro di Memphis, artista di ambito filippinesco, e un'Ultima Cena di Paolo Guidotti, artista lucchese del Seicento.